# هدیسکو
هدیسکو (به انگلیسی: Haddiscoe) یک روستا و محله مدنی در بریتانیا است که در South Norfolk واقع شده‌است. هدیسکو ۱۹٫۸۸ کیلومتر مربع مساحت و ۴۸۷ نفر جمعیت دارد.